# VA線ストリッパー
VA線ストリッパー（ブイエーせんストリッパー、英: VA Cable Strippers）、VA線ストリッパとは、VA線 （Fケーブル） のシースと絶縁体を剥ぎ取る為の専用工具である。日本で開発（発明）され、現在国内でのみ販売されている。VA線は、一般建築物の屋内配線工事などに使用される低電圧用の電線の一種である。

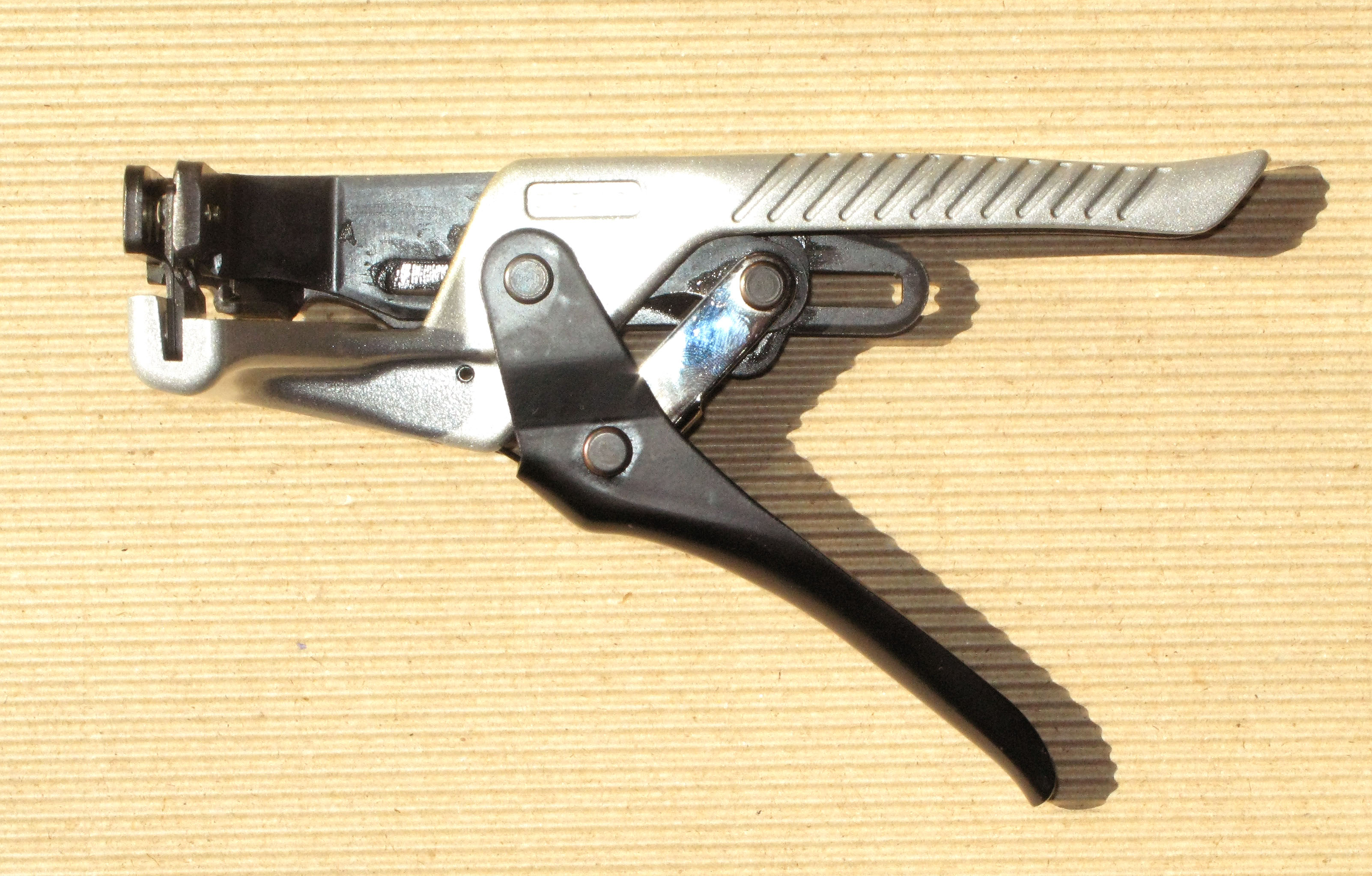
VA線ストリッパー

## 概要
この項では、被覆の切断と引き剥がしを一回の操作で行うタイプのVA線ストリッパーについて記述する。
VA線ストリッパーが、MCC〔(株)松阪鉄工所〕で1979年に初めて開発され、1980年に商品化された当時の市場状況、VA線の皮むき専用工具として認知され広く電気工事用専用工具として普及するまでの経過と、エコ電線の出現に絡むメーカ間の商品開発改良競争、技術的難易度について記述する。

## 開発の歴史
1970年代当時の電気工事作業の住宅屋内電気配線に使用する工具と言えば、電工ナイフ・ペンチ・ニッパー・ドライバーを腰ベルトに下げ全ての配線工事を行っており、これらの工具を上手く使いこなして初めて一連の屋内電気工事を一人で完成させることが出来た。
VA線の皮むきについても、切断と皮むきにおいてサイズを選ばず、汎用性の高い電工ナイフで行うもので何の不便も無く数秒でシースと絶縁体の皮むきをこなしていた。どの工事現場を回っても、ユーザから困っており違ったタイプの皮むき専用工具を開発してほしいと言う声は聞くことが出来なかった。ただし、電工ナイフを上手く扱うことが出来ない若手(初心者)の作業者は、VA線の皮むき作業に苦労をしていた。ここに、隠されたニーズを見出した。
試作品を作りユーザに見てもらい、試しに使って頂くというフィールド調査による開発手法をとっている。色々な使い勝手のタイプを作っては使用を依頼、意見（評価）をもらうという作業が、何度も繰り返し行なわれた。熟練工の電工ナイフによる作業時間(作業性)と工具コストとの比較で、その操作性が作業者に認められるまで作り直しを繰り返して、熟練工が関心を示す工具として初期のモデルが開発された。
当時、VA線の皮むきは「電工ナイフ」でするものと電気工事プロの誰もが何の疑問も持たなかった時代、ユーザにMCCが提案したのがVVF線600Vビニル絶縁ビニルシースケーブル平形の皮むき専用工具「VA線ストリッパー」である。

## VA線とは
正式名称 600Vビニル絶縁ビニルシースケーブル（JISC3342）の平形のことで1964年3月に制定されている。
「VA線」とか「Fケーブル」と俗称で呼ばれている。
VAは、『ビニル・アーマー（VINYL ARMOR、 ARMORは防御手段・身を守る固い甲という意味）』より、Fは『フラット（FLATは平たい・薄いという意味）』と言う意味でそう呼ばれるようになる。
正式英文名称は、600V Polyvinyl chloride insulated and sheathed cablesとなっているが、『600Vビニル（VINYL）絶縁ビニル（VINYL）シースケーブル平形（FLAT）』からVVFという名称になる。

## 技術項目

### 黎明期
国内でVA線の被覆を一回のハンドル操作で切断して剥く専用工具を開発したのは、MCC（松阪鉄工所）である （特許 第1355014号 登録実用新案 第1558579号 第1634078号 第1663004号）。
開発時には、VA線のΦ1.6×2心・3心、Φ2.0×2心・3心の4サイズのシースと絶縁体をそれぞれ一回の操作で切断して剥く仕様で開発に着手された。しかし、寸法の異なる4サイズを1つの刃物寸法で心線に傷つけること無く被覆を切断して剥くことは、色々な方式や刃物寸法の試作品を作って実験を繰り返しても、開発当時の技術力や加工設備能力より結果として成し遂げることは出来ていない。
最も重要な操作による皮むき後の品質状態を優先して、頻繁に使用するΦ1.6×2心・3心&Φ2.0×2心専用品を1980年に、使用頻度の少ないΦ2.0×2心・3心専用品のストリッパーをMCCは1986年に商品化する。
しかし、電気工事の熟練工と呼ばれるユーザは、電工ナイフで全ての線種・サイズの電線の皮むきを行っており、VA線だけの皮むき専用工具としての「VA線ストリッパー」をユーザに関心（購入検討）を持ってもらうことは難しい時代が発売後数年間続いた。その後、パナソニック電工（株）（当時、松下電工（株））が新商品の電気器具の取付け用として一括購入を行い、松下電工の専用カタログに掲示すると供にその器具の取付け用としてVA線ストリッパーを推奨工具としたことにより、工具がユーザに使用されその便利さが知りわたって行くことになる。この効果によるものか、MCCでの販売数も徐々に右肩上がりに増えて行く。
1992年にメリー（室本鉄工）が、独自の方式（登録実用新案 第2114700号）によるΦ1.6×2心・3心&Φ2.0×2心専用品を、またVESSELベッセル (工具メーカー)は「ワイヤーストリッパー」の替え刃交換によるモデルで発売する。

### 新規参入拡大期
1999年にLOBTEX（ロブテックス）がΦ1.6×2心・3心&Φ2.0×2心専用品を横ハンドルタイプでMCCと同一機構にて新規発売。
2001年にVICTOR（花園工具）がΦ1.6×2心・3心&Φ2.0×2心専用品を新規発売。
VICTORは、MCC商品が上刃と下刃が電線被覆の外形部で同一直線上位置となり、実際に電線被覆を切断すると上刃と下刃が切断された被覆中央部において、上下刃の位置が微妙にズレて被覆の軸線方向にズレた分の切れ残し部があり、それが被覆を引抜く時に余分な操作力が必要となる原因であると分析した。これを解決するために、上刃が被覆に切込む軌道を、MCCの切込み位置よりもっと前から斜めに切込み、被覆の切断中央部において上刃と下刃が同一線上に合致する様な改良（特許 第3971572号）を加えた。それにより、被覆切断が完全に行われる線種が増え操作力を低減することが出来た。基本方式はMCCの機構を採用しているが、レバー比を良くする為と頭部を小型化するために4節リンク機構方式を3節リンク方式とし、操作ハンドルを電線に対して直角方向のピストル型として意匠的にも差別化した。工具の仕様はMCCと同じで、続けて発売された2サイズで4線種に対応となる。

### 改良期
ダイオキシンが問題となり環境問題より塩化ビニルを使用しない目的でエコ電線（EM-EEF、EEF/F 【600Vポリエチレン絶縁耐熱性ポリエチレンシースケーブル平形】）が1998年から（社）日本電線工業会で規格化され、電線メーカより新発売され始め徐々に公共事業で指定される電線となる。この対象電線の材質変化に対応して、各社がVA線ストリッパーの改良と新規メーカ参入が始まる。
- EMとはエコ マテリアル（Eco−Material）（Ecological Material 環境保護の材料）および耐燃性の意味である。このエコ（Ecology調和の取れた環境等の意味の頭文字「ECO」をとった）電線・ケーブルは、被覆材にハロゲン元素を含まないため有害なハロゲン系 ガスを発生しない、鉛などの重金属を含まず土壌汚染がない、燃焼時の発煙量が少ない腐食性ガスを発生しない、耐熱温度が高いため許容電流を大きく取れる、等の利点がある[7]。

エコ電線は、VA線よりも被覆材の材質が硬く、切断において大きな力を必要とする。また、2心・3心と複数の線種（シースの横幅寸法が異なる）に対応しているストリッパーの特徴として、線種サイズ（2芯のシースは3芯幅に合わせた刃物の形状より、シースの側面片側が切り残る）によっては切断されない一部のシースが、引抜き操作が行われても伸びて完全にシースが抜き取れない場合が製造する電線メーカの違いによりある。
このエコ電線の使用拡大に伴って、安定していたVA線ストリッパー市場に工具メーカ各社が活発な開発・改良活動に入る事となる。
MCCも被覆の切断面が被覆中央部で一致する様に、カム機構により上刃の軌跡をコントロールする独自の方法（特許 第4169276号）により切断時の上下刃ズレの改良を行った。同時に3節リンク方式（特許 第4169280号）としてレバー比を向上させエコ電線の皮むきにおいても問題の無い操作力へと低減した。最大の改良点は、Φ1.6×2心・3心&Φ2.0×2心・Φ2.0×3心の4線種の皮むきを、刃物の改良を行い一丁のストリッパーで可能とし2005年2月に新型を発売する。
2005年12月にVICTORも同社以前の商品よりレバー比を改良し、一丁のストリッパーで4線種の皮むきが出来る新型を発売する。この機種は、ハンドルの取付け方向が横方向タイプである。
また、LOBTEXは、2007年にリンク方式に改良を加えハンドル操作力を低減している。（特許公開2008-005577、2009年時点では審査中）本体の取付けボルトにも刃の調節機能を付加して4線種対応で発売する。
メリーも4線種対応に改良実施する。
ワイヤストリッパーの老舗VESSELが2009年12月に市場に本格参入し、専用設計タイプのVA線ストリッパーを発売する。被覆の切断と引抜を別個の機能部品とし、2回ハンドルを握ることにより操作が完了となる。1回操作のストリッパーに比べてシースの切断が完全に行われ、シースの引きちぎり部分が無くなる。
2010年03月25日メリー　室本鉄工(株)もMCC型VA線ストリッパーを新発売する。
特徴は、線材メーカにあわせて上手く皮むきが出来るように、調整ネジで刃部を微調節する機構が付加されている
。

## 刃の調節について

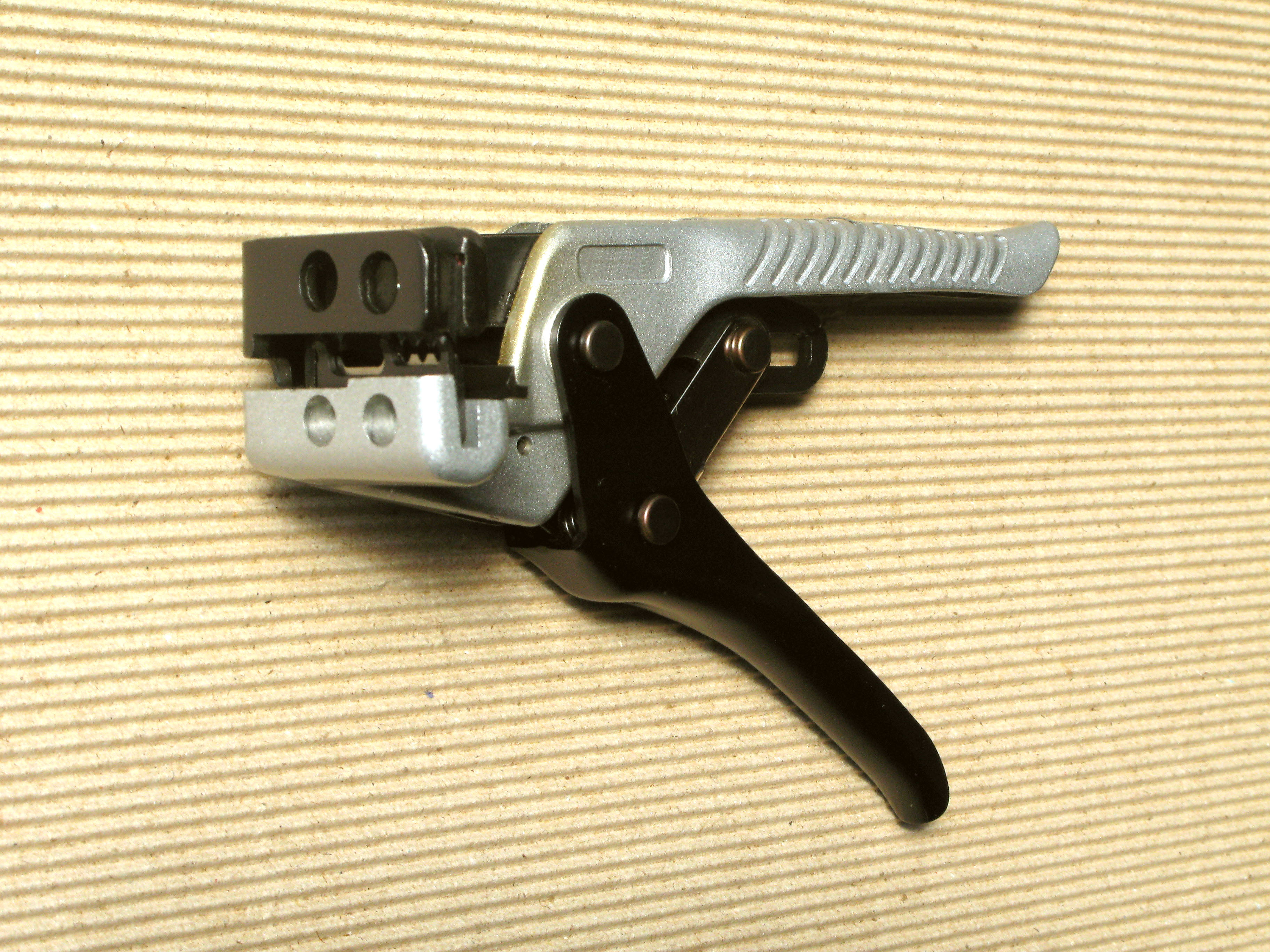
VA線ストリッパー刃部

VA線は、JIS規格（JISC3342）となっているが、被覆寸法に関しては基本寸法のみ指定で公差が定められていない。
それにより微妙に絶縁体のピッチにメーカ間で寸法違いが出ている。また、VA線ストリッパーは、Φ1.6とΦ2.0ミリメートルの2種類の心線（導体）寸法にひとつの刃物形状（寸法）で対応しているという技術的難易度の高い工具である。このことにより、ストリッパーで被覆を剥いた時に心線に傷を付ける場合がある。この時は、刃を取付けているネジを緩めて各メーカの刃の調節方法の取扱説明書に従い、刃の取付け位置を左右に調節することで解決する。